# Håkan Mild
Håkan Mild, né le 14 juin 1971 à Trollhättan, est un footballeur suédois.
Il a joué au poste de milieu de terrain défensif dans l'équipe de Suède qui a terminé à la troisième place de la coupe du monde 1994. Il compte 74 sélections entre 1991 et 2001.
Mild a disputé également 459 matches avec l'IFK Göteborg avec lequel il a remporté cinq titres de champion de Suède.

## Palmarès
- 74 sélections et 8 buts en équipe de Suède.
- Troisième de la coupe du monde 1994 avec la Suède.
- 1 titre de Champion de Suisse en 1994, avec le Servette FC.
- 5 titres de champion de Suède (1990, 1991, 1993, 1996) avec l'IFK Göteborg.
- 1 coupe de Suède en 1991 avec l'IFK Göteborg.